# Savjolovskaja
Savjolovskaja (ryska: Савёловская) är en tunnelbanestation på Serpuchovsko-Timirjazevskaja-linjen i Moskvas tunnelbana. 
Savjolovskajas nedgång ligger vid järnvägsstationen Savjolovskij-stationen, med tågtrafik till städer norr om Moskva.

## Byte
2017 planeras Savjolovskaja att bli en bytesstation där man ska kunna byta till Nizjnjaja Maslovka på  Andra ringlinjen. 